# ハッピー Qボット
ハッピー Qボット（簡体字中国語: 快乐酷宝（中国語: 快楽酷宝）、英語: Happy Q-Bot）は、中華人民共和国の子供向けの特撮テレビ番組であり、広州藍弧文化伝播（ブルーアーク）と世界的に有名な光学ブランドであるブレッサーが制作している。シーズン1は2012年に撮影され、その年の12月29日に福建省の子供向けチャンネルで初放送された。シーズン1は全50話で構成されている。シーズン2は2013年8月に公開され、2015年4月22日からは広東省の広東広播電視台において放送された。シーズン2も全50話で構成されている。2018年にはシーズン3が制作されている。ストーリー全体は、若い主人公たちの友情の昇華や無邪気な10代の友情が描かれており、前向きで軽快でユーモラスな展開となっている。
中国国内では、本作品の変形ロボット玩具がアウディ（AULDEY）より販売されている。
2014年には、中国の国家新聞出版広電総局発展研究センターが組織した専門家グループにより選出された「十大中国ブランド」として本作品が選ばれている。

## あらすじ
情報技術が発達したある都会の街の物語。手芸が大好きなローロー（簡体字中国語: 乐乐、繁体字中国語: 楽楽）、ファンファン（簡体字中国語: 欢欢、繁体字中国語: 歡歡）、ルールー（中国語: 路路）、ジーフェイ（簡体字中国語: 杰飞、繁体字中国語: 志飛）、ティンティン（中国語: 婷婷）の5人の子供達は、チームを組んで児童館の模型航空競技の大会に参加する。彼らの作った斬新なロボットは、若い観客達には賞賛されたが、大会では落選してしまう。大会の後に彼らは口論となり、チームリーダーだったローローは怒って彼らのロボットを捨てようとする。すると、不思議なことが起こり、そのロボット達は命を得て、5人の子供たちのパートナーとなる。ロボットに宿った命は宇宙人で、人々に笑いをもたらせばそのポジティブな感情エネルギーを得ることができ、エネルギーが十分になった時に故郷に帰ることができるのだ。